# Moehringia
- Commons
- Wikispecies

Moehringia L. é um género botânico pertencente à família Caryophyllaceae.

## Espécies
- Moehringia ciliata
- Moehringia muscosa
- Moehringia trinervia
- Lista completa

## Classificação do gênero
| Sistema | Classificação                   | Referência               |
| ------- | ------------------------------- | ------------------------ |
| Linné   | Classe Octandria, ordem Digynia | Species plantarum (1753) |